# Fuerza Moderna
Fuerza Moderna es un partido político centrista en Perú.  Fundado en mayo de 2023, el partido está liderado por la economista Fiorella Molinelli, exministra de Desarrollo e Inclusión Social. 
Se proyecta que el partido participe en las elecciones generales de 2026 con Molinelli como su presunta candidata presidencial al ser la más conocida del partido una afluencia de funcionarios de políticas de salud como parte de su equipo ya que fue presidenta de EsSalud. 
Entre sus miembros más recientes y destacados se encuentra el exministro y expresidente Pedro Pablo Kuczynski, quien fue invitado a sumarse al partido en representación de Molinelli y exmiembros de Peruanos por el Kambio.  